# 유경현 (1939년)
유경현 (柳瓊賢, 1939년 8월 7일~)은 대한민국의 정치인이다. 제10·11·12대 국회의원을 지냈다.

## 학력
- 1955년 순천중학교
- 1958년 경기고등학교
- 서울대학교 법대 법학과 졸업

## 경력
- 동아일보사정치부기자ㆍ정치부차장
- 동아안보통일연구소연구위원
- 민주공화당전남4지구당위원장
- 중앙위원ㆍ부대변인
- 한ㆍ불의원협회부회장
- 민정당원내수석부총무ㆍ정책위부의장ㆍ농어촌대책위원장
- 국회경제과학위원장
- 제10대 국회의원(순천ㆍ구례ㆍ승주) 민주공화당
- 제11대 국회의원(순천ㆍ구례ㆍ승주) 민주정의당
- 1985.04 ~ 1988.05 제12대 국회의원(순천ㆍ구례ㆍ승주) 민주정의당
- 2013.04 대한민국 헌정회 정책연구위원회 의장
- 2017.04 대한민국 헌정회 부회장
- 2019.03 ~ 2021.03 대한민국 헌정회 회장
- 2023.05 ~ 대한민국 헌정회 원로회의 의장

## 수상
- 2020년 제1회 대한민국 헌정대상

## 가족 관계
- 배우자 : 송지현 (1946년 ~ 2016년 6월 23일)

## 역대 선거 결과
|  | 26.58% |

|  | 29.37% |

|  | 35.63% |

|  | 23.49% |

|  | 22.09% |